# Hirtella enneandra
Espèce
Statut de conservation UICN

 EN (needs updating) B1+2c : En danger
Classification APG III (2009)
Hirtella enneandra est une espèce de plantes à fleurs de la famille des Chrysobalanaceae. C'est un arbre endémique à la Colombie.

## Description
C'est un arbre atteignant 20 m de haut.

## Répartition
L' espèce est endémique à la région de Valle del Cauca en Colombie. Elle est menacée par la déforestation.